# Pol Matthé
Pol Matthé (1982) is een Belgisch ruimte- en situatiespecifiek installatiekunstenaar. Hij verwerkt objecten, documenten en foto's in zijn kunstinstallaties. 

## Biografie
Tot zijn achttiende woonde hij bij zijn ouders in Wortel. Kunst en cultuur werd hem in de breedste mogelijke zin meegegeven in zijn opvoeding. Hij heeft privaat en publiek gewerkt in België en in het buitenland. In 2019 woont hij in Stockholm (Zweden).
In 2003 richtte hij een kleine uitgeverij 'Z Fortag' op die artistieke boeken publiceert. Zo maakte hij o.a. de krant "Fluttuante", en het kunstenaarsboek "Overlaps &Interchanges".
In april 2011 had hij een tentoonstelling "De linkshandige ontmoeting met Alfred Ost" in het Stedelijk Museum Hoogstraten en dit in het kader van EXPOrt, een project van de Warande (Turnhout). Later dat jaar ging hij ook naar de Biënnale van Venetië.
Sinds 2013 werkt hij mee met internationale choreografen en visuele lichtcreaties.

## Een greep uit zijn projecten
- En quête des Messieurs Pancarte              (2003-2007) - Venetië
- Academy of Fine Arts in Tianjin              (2007) - China
- Z Lastic Erstellt in Lokaal01                (2009) - Antwerpen
- Z klemmt F verleimt in "Kunstverein Dialekt" (2010) - Stuttgart
- Progretto diogene (artist in residence)      (2010) - Turijn [2]
- Unterschriften bij Marion de Cannière        (2014) - Antwerpen [3]

## Een greep uit zijn groepstentoonstellingen
- Small Stuff Three (Meeting Bernd Lohaus)     (2007) - Beersel
- Antwerp Sculpture Show                       (2009) - Antwerpen
- The big Szpilman      (2009)[2]
- Bookshowbookshop expo Waregem (2012)[4]